# Eisstock-Bundesliga

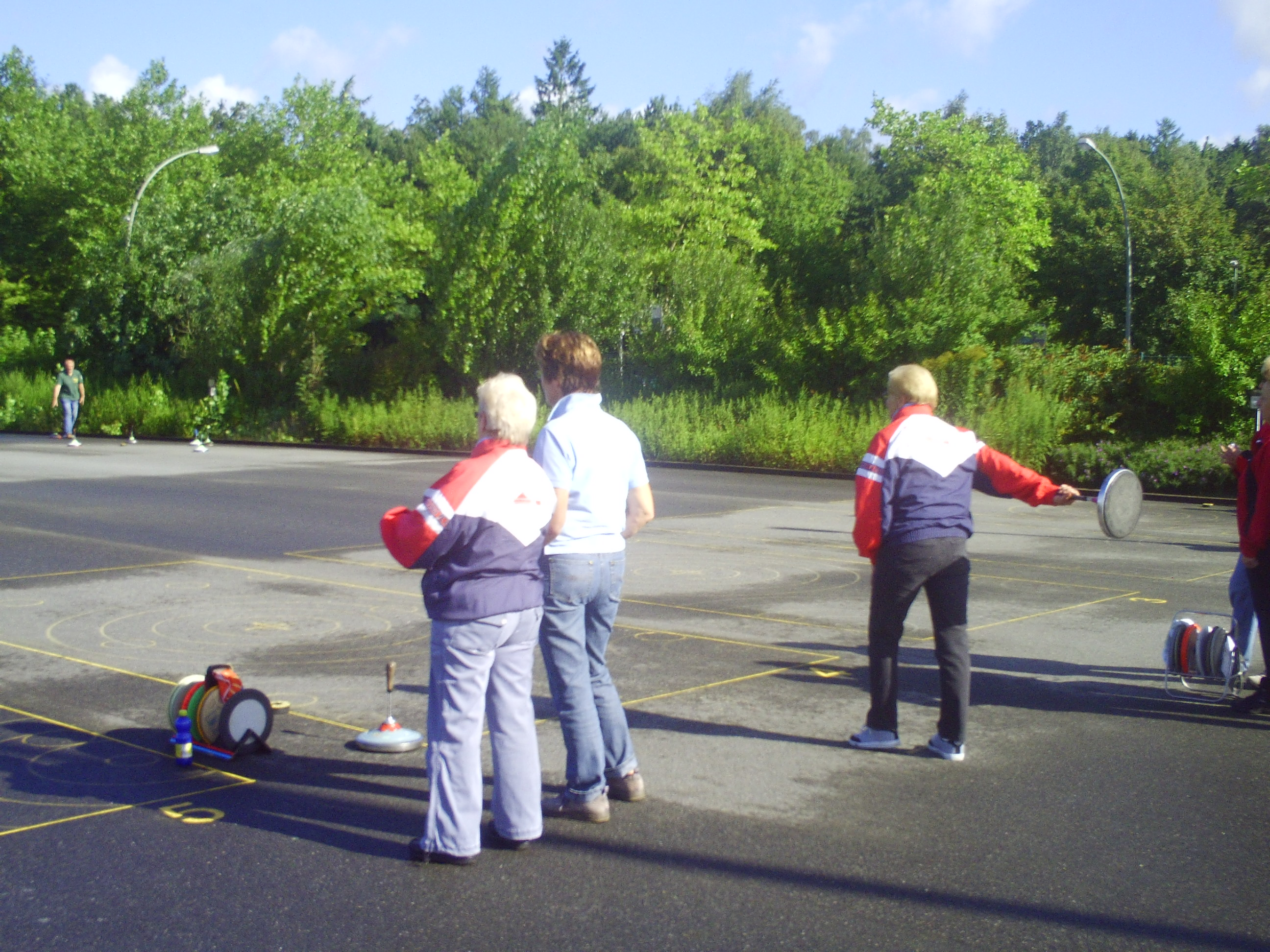
Spielerin beim Stockschuss (Bundesliga Nord).

Die Eisstock-Bundesliga ist die höchste Spielklasse der Sportart Eisstockschießen in Deutschland und Österreich.

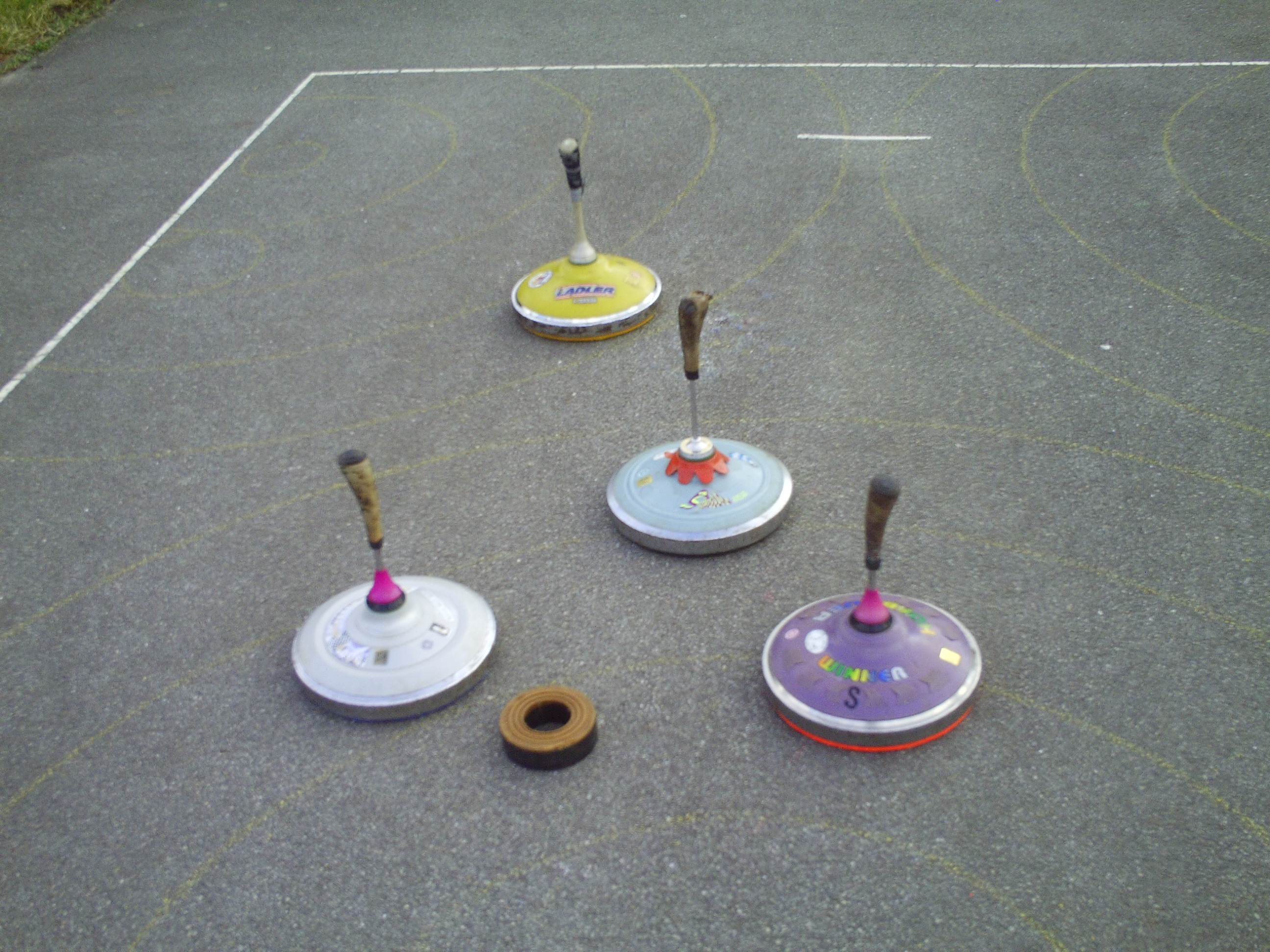
Eisstöcke um die Daube versammelt

In Deutschland unterteilt sich die höchste Spielklasse in die Regionen Nord, Süd, West, Ost und Süd-West. Dies gilt gleichermaßen für Männer und Frauen. Da es im Norden nur sehr wenige Vereine im Stocksport gibt, existieren dort keine Klassen unterhalb der Bundesliga. Daher existiert im norddeutschen Raum kein klassischer Spielbetrieb, es werden lediglich Norddeutsche Meisterschaften ausgetragen bzw. Landesmeisterschaften der zugehörigen Bundesländer. In Bayern wird hingegen der Spiel- und Turnierbetrieb bis auf die Kreisebene hinunter durchgeführt. Ebenso wie in Bayern wird auch der Spielbetrieb in Österreich mit mehreren Ligen unterhalb einer Gesamtliga, nämlich der Bundesliga, durchgeführt. Ein Auf- bzw. Abstieg in die Bundesliga ist möglich.